# Clubiona kimyongkii
Clubiona kimyongkii là một loài nhện trong họ Clubionidae.
Loài này thuộc chi Clubiona. Clubiona kimyongkii được Kap Yong Paik miêu tả năm 1990.